# Ohtinska aragonitna jama
Ochtinska aragonitska jama (slovaško Ochtinská aragonitová jaskyňa, madžarsko Martonházi-aragonitbarlang) je edinstvena jama na jugu Slovaške, blizu Rožňave. Čeprav je dolga le 300 m, je znana po svojih redkih formacijah aragonita.

## Opis
Gre za eno od redkih jam, ki so zasigane z aragonitom.
V tako imenovani dvorani Rimske ceste, glavni atrakciji jame, bele veje in grozdi aragonita svetijo kot zvezde v Rimski cesti. Jamo sta leta 1954 odkrila Martin Cangár in Jiri Prosek, leta 1972 pa so jo odprli za javnost. Skupaj z drugimi jamami na slovaškem Krasu je v sklopu Aggteleškega in slovaškega krasa na Unescovem seznamu svetovne dediščine.